# Stomopneustidae
De Stomopneustidae zijn een familie van zee-egels (Echinoidea) uit de orde Stomopneustoida.

## Geslachten
- Phymechinus Desor, 1856 †
- Phymotaxis Lambert & Thiéry, 1914 †
- Promechinus Vadet, Nicolleau & Reboul, 2010 †
- Stomopneustes L. Agassiz, 1841
- Triadechinus H.L. Clark, 1927 †